# Le Roc (gemeente)
Le Roc is een gemeente in het Franse departement Lot (regio Occitanie) en telt 224 inwoners (2005). De plaats maakt deel uit van het arrondissement Gourdon.

## Geografie
De oppervlakte van Le Roc bedraagt 6,9 km², de bevolkingsdichtheid is 32,5 inwoners per km².
De onderstaande kaart toont de ligging van Le Roc (gemeente) met de belangrijkste infrastructuur en aangrenzende gemeenten.

## Demografie
Onderstaande figuur toont het verloop van het inwonertal (bron: INSEE-tellingen).